# The Black Museum
The Black Museum (黒博物館?, Kuro hakubutsukan) è una raccolta di manga scritti e disegnati da Kazuhiro Fujita. Si tratta di un'antologia di racconti dark fantasy ambientati nella seconda metà del 1800 nel territorio britannico.

## Trama
Springard narra degli spietati crimini che compie Jack il saltatore nella seconda metà del 1800 nel territorio britannico. 

## Pubblicazione
The Black Museum è una raccolta di manga di Kazuhiro Fujita. L'autore ha realizzato due storie, Springald (スプリンガルド?, Supuringarudo) e Springald ibun Mother Goose (スプリンガルド異聞マザア・グウス?, Supuringarudo ibun Mazaa Guusu), che sono state pubblicate sulla rivista Weekly Morning di Kōdansha dal 10 maggio al 2 agosto 2007 e poi raccolte in un volume tankōbon. Un terzo racconto, Ghost and Lady (ゴースト アンド レディ?, Gōsuto ando Redi) è stato serializzato sulla stessa rivista dal 27 novembre 2014 al 25 giugno 2015 e poi raccolto in due volumi tankōbon.
Un'edizione italiana del primo volume è stata pubblicata il 27 settembre 2009 da GP Manga con il titolo The Black Museum - Springald. In seguito i diritti sono passati a Star Comics, che ha ripubblicato il primo volume The Black Museum - Springald il 23 novembre 2016 e i restanti due volumi con il titolo The Black Museum - Ghost & Lady rispettivamente il 14 dicembre 2016 al 18 gennaio 2017.